# Пулккинен, Ари
Ари Пулккинен (фин. Ari Pulkkinen; род. 1982, Хельсинки) — финский композитор и музыкант, автор музыки для игр Trine и Angry Birds.

## Биография
Он начал играть на пианино в 6 лет, а в 12 сочинил свою первую песню. Свою музыку он написал с помощью трекера. В 1999 году вышел его первый альбом в дополнение к бесплатной игре Starfight VI: Gatekeepers. В 2003 году Ари стал удалённо сотрудничать с Frozenbyte. За годы работы в компании он написал музыку к таким играм, как Shadowgrounds и Trine. После ухода из Frozenbyte, Ари основал собственную звукозаписывающую компанию — AriTunes. В течение последних лет он создал музыку к более чем 20 играм, в том числе Angry Birds, Dead Nation, Outland и Super Stardust HD.
2 сентября 2011 года музыкальная тема из Angry Birds была исполнена Лондонским филармоническим оркестром.
4 октября 2011 года Ари был удостоен звания лучшего финского разработчика игр.